# ケネス・オメルオ
ケネス・オメルオ（Kenneth Josiah Omeruo, 1993年10月17日 - ）は、ナイジェリア・アビア州出身のサッカー選手。ポジションはDF。ナイジェリア代表。

## 経歴

### クラブ
2010年からベルギーのスタンダール・リエージュユースでプレーし、2012年1月、イングランドのチェルシーFCに移籍し、すぐにオランダのADOデン・ハーグにレンタル移籍した。
2014年1月7日、イングランドのミドルズブラFCにレンタル移籍した。
2015年7月21日、スュペル・リグのカスムパシャSKに1シーズンのローンで加入した。
2016年8月31日、アランヤスポルにレンタル移籍した。
2017年8月25日、チェルシーFCとの契約を2020年まで延長したうえ、カスムパシャSKに1シーズンのローンで加入することが発表された。
2018年8月15日、CDレガネスにシーズン終了までのレンタル移籍で加入。
2019年8月13日、レガネスに完全移籍することがクラブの公式サイトで発表された。契約期間は5年間で、背番号4番を着用する。

### 代表
2009年10月、母国開催となったU-17W杯を戦うU-17ナイジェリア代表に招集された。初戦のドイツ代表との試合で得点するなど、決勝まで全試合スタメンフル出場を果たし、ナイジェリアの準優勝に貢献した。
2011年7月、コロンビアで開催されたU-20W杯に出場した。
2013年1月、自身初のアフリカネイションズカップに参加。南アフリカでの開催となったこの大会で、ナイジェリア代表は決勝まで進出。決勝でブルキナファソ代表を1-0で破り3回目の大会優勝を飾った。また、オメルオは全試合フル出場を果たしている。

## 代表歴

### 出場大会
- ナイジェリア代表
  - 2014 FIFAワールドカップ
  - 2018 FIFAワールドカップ

### 試合数
- 国際Aマッチ 62試合 1得点（2013年-）[10]

| ナイジェリア代表 | 国際Aマッチ | 国際Aマッチ |
| 年               | 出場        | 得点        |
| ---------------- | ----------- | ----------- |
| 2013             | 15          | 0           |
| 2014             | 11          | 0           |
| 2015             | 5           | 0           |
| 2016             | 3           | 0           |
| 2017             | 2           | 0           |
| 2018             | 7           | 0           |
| 2019             | 9           | 1           |
| 2020             | 1           | 0           |
| 2021             | 2           | 0           |
| 2022             | 4           | 0           |
| 2023             | 3           | 0           |
| 2024             |             |             |
| 通算             | 62          | 1           |

## タイトル
代表
- アフリカネイションズカップ (1): 2013